# 2016年台灣東北部海域地震
2016年台灣東北部海域地震為2016年5月31日下午1時23分發生在台灣東北部海域的芮氏規模6.9（地震矩規模6.4）中層地震，中央氣象局修改前為芮氏規模7.2，日本气象厅测得日本气象厅地震规模6.2，矩震级6.3。據中央氣象局推算其威力相當於大約32顆原子彈，台灣、日本沖繩縣都有感覺到此次的地震。地震測報中心主任郭鎧紋表示，此次地震較深，離陸地較遠，感覺起來搖得很厲害，地震的持續時間也較長，但地震並沒有很劇烈。

## 概述

### 地震震度
此次地震由於地震波從深層由下往上傳遞，衰減幅度較小，再加上場址效應、高樓效應，地震搖晃明顯，地震搖晃時間分別為宜蘭縣牛鬥4級震度28秒、3級震度36秒；羅東及宜蘭市3級震度15秒，2級震度60秒；新北市3級震度8秒，2級震度55秒；台北市3級震度1秒，2級震度46秒。
下方列出台灣各地與日本部份島嶼的最大震度：
- 震度4級：宜蘭縣、花蓮縣、南投縣
- 震度3級：臺北市、新北市、桃園市、新竹市、新竹縣、苗栗縣、臺中市、雲林縣
- 震度2級：基隆市、彰化縣、臺東縣、嘉義縣、嘉義市、臺南市、屏東縣
- 震度1級：高雄市、澎湖縣[1]
- 震度3（日本氣象廳震度等級）： 石垣島、西表島竹富町[9]

### 地震規模
因此次的地震較深，氣象局局長辛在勤解釋：「由於計算的不同，而台灣使用的是黎克特制地震震級，適用於淺層地震，用於計算深震會偏大，國際上大規模地震會用矩震級（MW），區域地震網還是習慣用芮氏規模（ML），當然有經驗公式可互換」。

### 記錄
根據中央氣象局紀錄，1959年在當地曾發生芮氏規模7.5的地震。中大應用地質研究所長李錫堤表示於1910年一樣在東北部海域發生規模8的地震，週期為100多年，也預測未來還會有更大的地震，並且表示此類型為隱沒帶地震。另外據《淡水廳志》所記載1867年12月18日（清同治6年11月23日）基隆外海規模7地震，曾掀起8公尺的海嘯之慘狀發生。前一次位於比本次震央附近的區域比較小規模的地震為2016年2月2日22時19分22.4秒規模6.7，當時最大震度為3級。

## 影響

### 交通
台北捷運公司表示地震當日的捷運會維持慢速行駛，台北捷運文湖線於地震當日下午1時23分至下午1時43分期間以及下午1時50分至下午2時10分期間一度停駛。台鐵表示地震當日的火車會維持慢速行駛，並請工務人員去做巡查路線、電車線設備的工作，據台鐵統計共18列次3千多人被延誤。松山機場位於地震當日天花板掉落，幸好無人受傷。桃園國際機場雖遇地震明顯搖晃，但機場仍可正常運作，不影響航班的出發時間。高鐵表示路線正常行駛。國道、一般道路經維護人員檢查之後仍可正常通車，並無其他危險之處。

### 建設
台電表示水力、火力發電系統以及核能電廠各廠機組正常。經濟部水利署表示經人員檢查全台灣各大水庫的設施，已無異狀。

### 其他
中央氣象局的官網於地震後宕机，根據新聞學者估測，有一瞬間大量民眾湧入中央氣象局的官網，以導致於數據過量而無法載入網頁，之後於下午1時36分才恢復正常。雖然地震晃很大，但台北101表示該建築的風阻尼器擺盪約1.2公分以內，並無其他影響。露天拍賣表示發生地震過後，相關防震工具的搜尋量及需求量有所增加。南投縣長林明溱呼籲要注意地震過後的土石鬆動。

## 災防告警系統

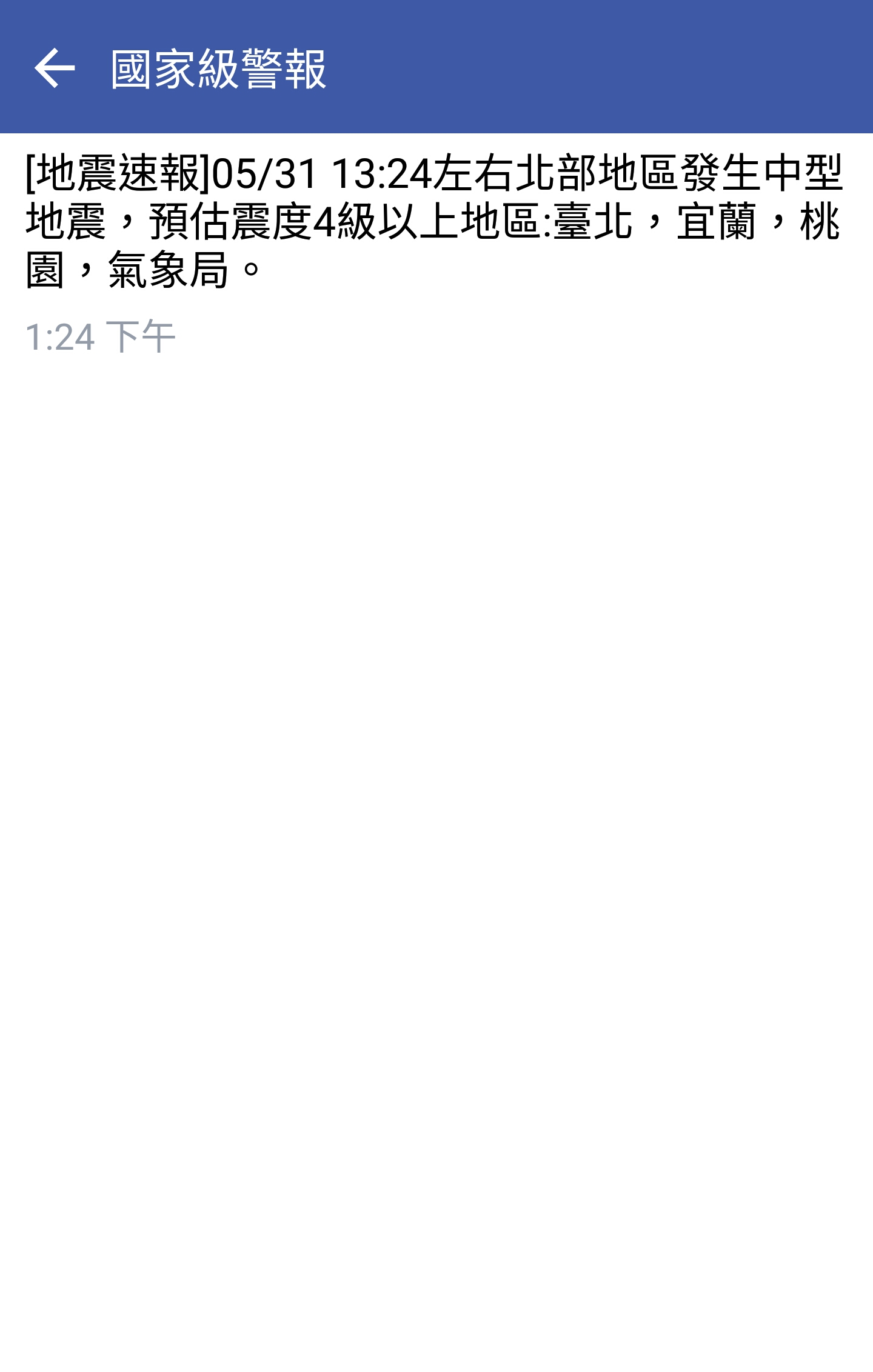
災防告警細胞廣播訊息系統傳送到手機的地震速報

地震發生後，中央氣象局透過災防告警細胞廣播訊息系統發送地震速報到手機。地震發生當時，立法院中有許多立委紛紛低頭檢查自己的手機，看看有沒有收到地震的警報。另外，台北市長柯文哲正在台北市議會議事廳裡進行總質詢，地震發生時議場內有許多手機響起一陣國家級警訊的警報聲，台北市長柯文哲也十分淡定地拿出手機看警報，官員與議員都相當淡定，甚至台北市長柯文哲看完手機後，看了一下周遭說「這是垂直型地震」。

### 影片
1. ↑  YouTube上的最新》地震！立法院立委驚 檢查手機警報，東森新聞，2016年5月31日。